# Фабрика «Прилучанка»
Фабрика «Прилучанка» — одне з найстаріших та найбільших підприємств легкої промисловості міста Прилуки Чернігівської області.Спеціалізується на пошитті постільної білизни, подушок, ковдр, верхнього одягу, трикотажних виробів та спецодягу.

## Історія
Фабрика була заснована у 1929 році, коли до прилуцької артілі «Суспільство» була приєднана Ічнянська фабрика з виготовлення строчено-вишитих виробів. У 1931 році продукцією артілі були вишивані та ткацькі вироби. До складу артілі входила також Дігтярівська ткацька майстерня. Майже всі вироби йшли на експорт. У 1936 році займалися виготовленням національних костюмів до міжнародної виставки в Парижі. Працювало 585 чоловік. До початку німецько-радянської війни (1941—1945) виробничий цех перебував у будинку № 5 по вулиці Вокзальній.
У 1946 році підприємство випускало скатертини, художньо вишиті чоловічі та жіночі сорочки, рушники. Лише 13 людей працювали в цеху, інші 178 були надомниками. Організовані надомні бригади у села Полонки, Удайці та інших. У 1954 році підприємство перейменували на артіль художніх виробів імені «5-го грудня».
До святкування 300-річчя Переяславської ради (1954) артіль виконала замовлення на пошиття та художню вишивку шовком чоловічих сорочок-чумачок та жіночих блуз за старовинними зразками. У 1957 році було виконано замовлення на пошиття та вишивку 150 шовкових гуцульських сорочок для учасників 6-го Всесвітнього фестивалю молоді та студентів.
У 1960 році артіль реорганізована у Фабрику художніх виробів імені «5 грудня». Містилася на вулиці Київській, будинок № 148 (колишньої пожежної команди), а з 1984 року — у новозбудованому приміщенні на вуляці Костянтинівській у будинку № 62. Асортимент фабрики налічував десятки видів продукції, зокрема, постільна білизна, національні костюми, рушники, сорочки.
З 1995 року фабрика стала відкритим акціонерним товариством «Прилучанка», а з 2004 — приватним підприємством. Значно розширився асортимент продукції: постільна білизна, ковдри, матраци, подушки, верхній одяг, спецодяг, трикотажні вироби, машинна вишивка та інші. Розташоване за адресою вулиця Вокзальна, № 35.

## Продукція
На фабриці виготовляють постільну білизну, подушки, підковдри, простирадла, ковдри, верхній одяг, матраци, халати, сукні, трикотажні вироби та спецодяг тощо. Виробничі потужності фабрики дозволяють виконувати замовлення великих обсягів, найвибагливіших замовників. При виробництві використовуються сертифіковані бавовняні тканини провідних світових виробників з України, Туреччини, Китаю, Пакистану.
Постійні споживачі продукції фабрики: — універмаги у місті Києві: ЦУМ, «Україна», «Дніпровський», «Дарниця». — Універмаги у містах: Чернігів, Дніпро, Суми, Кременчук, Новгород-Сіверський, Бердичів. — мережа магазинів райспоживспілки у Чернігівській області. Замовники продукції: Держкомітет у справах охорони державного кордону України, Міністерство оборони України, Міністерство економіки.
Фабрика «Прилучанка» бере участь у виставках-ярмарках. На ярмарку «Чумацький шлях 2001», що проходив у м. Кременчуці у квітні 2001 року, продукцію фабрики було відзначено грамотою «За збереження національного колориту».